# Riviera russe
 (novembre 2015).
La Riviera russe est le nom donné à trois régions géographiques russes très prisées par la jet set et les grandes fortunes russes.
La Riviera russe se décompose en trois zones géographiquement délimitées. Il s'agit de :
- la Riviera balnéaire qui correspond à la ville de Sotchi au bord de la mer Noire ;
- la Riviera moscovite ou Roublevka qui regroupe les villes de Joukovka, Barvikha et Razdory situé dans la banlieue ouest de Moscou[1] (également appelé le « triangle d'or moscovite ») ;
- la Riviera montagnarde qui correspond à la station de ski de Krasnaïa Poliana dans le Caucase.

La Riviera russe est aussi le nom d'une revue russe publié en France depuis 2011,,. 